# Max von Hören
Maximilian Rüdiger „Max“ von Hören (* 1992 in Berlin) ist ein ehemaliger deutscher Fernsehdarsteller und Unternehmer.

## Leben
Max von Hören spielte in der 8. Staffel der deutschen Fernsehserie Schloss Einstein von Folge 337 (Februar 2005) bis Folge 387 (Februar 2006) die Rolle des Schülers „Jonas von Lettow“ und übernahm damit eine der Serienhauptrollen. Von Hörens Charakter, der reiche und schöne „Jonas von Lettow“ trauert seiner adeligen Freundesclique nach und verwickelt sich dadurch in Konflikte. In Folge 387 verlässt von Hörens Charakter „Jonas von Lettow“ das Internat Schloss Einstein aufgrund seiner Querschnittslähmung.
Von Hören ist seit Februar 2017 als geschäftsführender Gesellschafter im Bauwesen in Berlin tätig.

## Filmografie
- 2005–2006: Schloss Einstein